# I Wanna Dance with Somebody (Who Loves Me)
Cet article concerne la chanson. Pour le film biographique, voir Whitney Houston: I Wanna Dance with Somebody.
Singles de Whitney Houston
Greatest Love of All
(1986) Didn't We Almost Have It All
(1987)
Pistes de Whitney
Just the Lonely Talking Again
I Wanna Dance with Somebody (Who Loves Me) est une chanson de la chanteuse américaine Whitney Houston. Il s'agit du 1er single extrait de son 2e album studio Whitney sous le label Arista Records. 
La chanson a été produite par Narada Michael Walden et écrite et composée par George Merrill et Shannon Rubicam du groupe Boy Meets Girl. La chanson de genre dance-pop et R&B a été enregistré en juillet 1986 et sort le 2 mai 1987.
Elle fut un succès en atteignant la première place de nombreux classements musicaux, notamment au Billboard Hot 100 américain.

## Liste des pistes et formats
- États-Unis 12" vinyle single (Version 1)

1. I Wanna Dance with Somebody (Who Loves Me) (12" remix) ― 8:33
2. I Wanna Dance with Somebody (Who Loves Me) (single version) ― 4:52
3. I Wanna Dance with Somebody (Who Loves Me) (12" remix radio edit) ― 4:51
4. I Wanna Dance with Somebody (Who Loves Me) (dub mix) ― 6:48
5. I Wanna Dance with Somebody (Who Loves Me) (a cappella) ― 5:18

- États-Unis 12" vinyle single (Version 2)

1. I Wanna Dance with Somebody (Who Loves Me) (12" remix) ― 8:33
2. I Wanna Dance with Somebody (Who Loves Me) (single version) ― 4:52
3. I Wanna Dance with Somebody (Who Loves Me) (dub mix) ― 6:48
4. I Wanna Dance with Somebody (Who Loves Me) (a cappella mix) ― 5:18
5. Moment of Truth" ― 4:38

- Royaume-Uni 7" vinyle single

1. I Wanna Dance with Somebody (Who Loves Me) ― 4:52
2. Moment of Truth ― 4:39

- Royaume-Uni 5" maxi-CD single

1. I Wanna Dance with Somebody (Who Loves Me) (12" remix) ― 8:32
2. Moment of Truth ― 4:36
3. I Wanna Dance with Somebody (Who Loves Me) (dub mix) ― 6:48

- États-Unis 5" promo maxi-CD single

1. I Wanna Dance with Somebody (Who Loves Me) (single version) ― 4:52
2. I Wanna Dance with Somebody (Who Loves Me) (12″ remix radio edit) ― 4:51
3. I Wanna Dance with Somebody (Who Loves Me) (12" remix) ― 8:36

## Crédits et personnels
| - Auteur-compositeur ― George Merrill, Shannon Rubicam - Réalisateur artistique, arrangeur ― Narada Michael Walden - Vocal arrangement ― Whitney Houston - Drums ― Narada - Synths ― Walter "Baby Love" Afanasieff - Bass synth ― Randy Jackson - Guitare synth ― Corrado Rustici - Percussion programmation ― Preston Glass - Alto sax ― Marc Russo | - Simmons ― Greg "Gigi" Gonaway - Synth horns ― Sterling - Background vocals ― Jim Gilstrap, Kitty Beethoven, Kevin Dorsey, Myrna Matthews, Jennifer Hall, Whitney Houston - Enregistrement, mixage ― David Fraser - Assistant engineer ― Dana Jon Chappelle - Additional engineers ― Lincoln Clapp, Gordon Lyon, Jay Rifkin, Ken Kessie, Maureen Droney - Additional assistant engineers ― Gordon Lyon, Stuart Hirotsu, Paul "Goatee" Hamingson, Noah Baron, Bill "Sweet William" Miranda, Ross Williams, Rob Beaton |

## Classements et certifications
| Classement (1987)                                           | Meilleure position |
| ----------------------------------------------------------- | ------------------ |
| Australie (Kent Music Report)                               | 1                  |
| Autriche (Ö3 Austria Top 40)                                | 3                  |
| Belgique (VRT Top 30 (nl))                                  | 1                  |
| Canada (RPM)                                                | 1                  |
| Pays-Bas (Nederlandse Top 40)                               | 1                  |
| Europe Hot 100 (Music & Media)                              | 1                  |
| France (SNEP)                                               | 15                 |
| Allemagne (Media Control Top 100)                           | 1                  |
| Irlande (IRMA)                                              | 2                  |
| Italie (Musica e Dischi)                                    | 1                  |
| Nouvelle-Zélande (RIANZ)                                    | 1                  |
| Norvège (VG-lista)                                          | 1                  |
| Afrique du Sud Classement single                            | 1                  |
| Espagne (AFYVE)                                             | 4                  |
| Suède (Sverigetopplistan)                                   | 1                  |
| Suisse (Schweizer Hitparade)                                | 1                  |
| Royaume-Uni Classement single (The Official Charts Company) | 1                  |
| États-Unis Billboard Hot 100                                | 1                  |
| États-Unis Hot R&B/Hip-Hop Songs                            | 2                  |
| États-Unis Adult Contemporary Singles                       | 1                  |
| États-Unis Hot Dance Music/Club Play                        | 1                  |
| Classement (2012)                                           | Position           |
| Royaume-Uni Classement single (The Official Charts Company) | 20                 |
| Royaume-Uni Classement Dance (The Official Charts Company)  | 4                  |
| États-Unis Billboard Hot 100                                | 25                 |

| Classement (1987)                               | Position |
| ----------------------------------------------- | -------- |
| AustralieKent Music Report Top 100              | 11       |
| Autriche Classement single                      | 14       |
| Canada RPM Classement single Top 100            | 2        |
| Pays-Bas Classement single                      | 4        |
| Italie Musica e dischi the Best-selling         | 10       |
| Afrique du Sud Classement single Top 20 Hit     | 4        |
| Suisse Classement single                        | 3        |
| Royaume-Uni Classement single                   | 3        |
| États-Unis Billboard Hot 100                    | 4        |
| États-Unis Classement single Black              | 24       |
| États-Unis Classement single Adult Contemporary | 9        |
| États-Unis Classement single Dance/Club-Play    | 14       |

| Pays                           | Certification |
| ------------------------------ | ------------- |
| Australie (ARIA)               | Or            |
| Canada (CRIA)[réf. nécessaire] | Platine       |
| Pays-Bas (NVPI)                | Or            |
| Suède (IFPI)                   | Or            |
| Royaume-Uni (BPI)              | Or            |
| États-Unis (RIAA)              | Platine       |